# ACRE
Agriculture and Climate Risk Enterprise Ltd (ACRE; с англ. «предприятие рисков сельского хозяйства и рисков климата») — компания социального предпринимательства по инновационному массовому микрострахованию сельскохозяйственных рисков для фермеров восточной и южной Африки.
До момента создания компании программа микрострахования реализовывалась в виде выделенного проекта/предприятия Kilimo Salama (c суахили «спасти ферму»).

## Инновации и технологии
Основной доход большинству жителей восточной и южной Африки приносит сельское хозяйство.
В силу переменчивости климата в этом регионе нередкими бывают засухи или наводнения, которые снижают урожайность.
Таким образом риски, с которыми сталкиваются фермеры необходимо страховать.
С другой стороны, этот регион является одним из беднейших на планете, при этом занимая огромные площади без развитой инфраструктуры.
Средняя площадь фермерского хозяйства в регионе составляет около 5 гектаров.
В этом случае традиционные формы страхования либо невозможны в силу недоступности, либо неэффективны для страховщика в силу небольших сумм.
Уже существовавшие в некоторых местах решения, в свою очередь, были  слишком дорогими и неэффективными для производителей.
Ситуацию усугублял тот факт, что зачастую семена и удобрения приобретались в кредит.
Поэтому фермеры вынуждены нести все риски самостоятельно, ещё более усугубляя своё положение.
Для решения этих проблем специалисты компании Syngenta разработали проект Kilimo Salama по массовому инновационному микрострахованию рисков, используя существующие технологии.
Взаимодействие между фермерами и страховщиком происходит через специальное мобильное приложение.
При покупке семян или удобрений фермер может купить страховку, просканировав штрихкод на мешках.
Сделка совершается автоматически и её стоимость составляет около 5 % от цены товара.
В ответ сервер отправляет фермеру sms с реквизитами страхового полиса.
Следом, в период посадки, созревания и сбора урожая, мини-станции собирают метеорологические данные в регионе передавая их через спутники в дата-центр.
Если дождей в этот период было на 15 % больше или меньше среднеисторического значения, фермер автоматически получает страховые выплаты, которые направляются ему на мобильное устройство.
Со временем, кроме основного направления, опираясь на собранные данные, создатели проекта смогли предложить фермерам обучение и рекомендации по более эффективному выбору сельскохозяйственных культур, удобрений и технологии.

## История
Перед запуском проекта в 2008 году проводился анализ кенийского рынка.
Экспериментальная фаза проекта Kilimo Salama была запущена в 2009 году в Кении. 
Инициатором выступил Syngenta Foundation for Sustainable Agricalture (SFSA) при поддержке Global Index Insurance Facility (GIIF, финансы), UAP Insurance (страхование), Kenya Meteorological Department (метеосводки) и Safaricom (телекоммуникация).
На начальном этапе в нём участвовало 185 фермеров, установлено было 2 метеорологические станции.
В 2010 году количество метеорологических станций увеличено до 30.
В 2011 году был предложен второй микростраховой продукт.
Хороший старт проекта позволил в скором времени распространить его на Руанду, а следом и на Танзанию.
В 2012 году запущен спутниковый доступ к метеороологическим станциям, число которых увеличилось до 52, что позволило обслуживать десятки тысяч клиентов в полностью автоматическом режиме.
На 2012 год в компании работало 25 сотрудников.
В июне 2014 года на базе проекта Kilimo Salama была создана компания ACRE (Agriculture and Climate Risk Enterprise Ltd).
К 2014 году компания расширила линейку микростраховых продуктов, распространив их на молочное животноводство.

## Организация
Владельцами компании ACRE на 2013 год являются The Syngenta Foundation for Sustainable Agriculture (Швейцария; см. Syngenta), The Lundin Foundation (канадская филантропическая организация), LGT Venture Philanthropy (швейцария фонд, инвестирующий в новые быстрорастущие компании Африки, Азии и Латинской Америки).
Компания получает поддержку от других фондов и предприятий, в частности от сельскохозяйственного фонда Grameen (см.: Grameen Bank).

## Показатели деятельности
В 2013 году услугами ACRE пользовалось около 200 000 фермеров из Кении, Руанды и Танзании.
Страховые выплаты составили 264 000 долларов США при застрахованных рисках в размере 18,8 млн долларов США.
На тот момент компания запланировала довести количество стран до 10 и охватить около 10 млн фермеров к 2018 году, застраховав рисков на 800 млн долларов США.
В 2014 году ACRE застраховала около 233 000 фермеров, из них более 89 000 из Кении и более 130 000 из Руанды.

## Социально-экономические показатели
Участвующие в программе микростраховния фермеры смогли не только снизить риски при текущих бизнес-процессах, но и в ожидании покрытия форс-мажорных издержек закупать более качественные и дорогие культуры, семена и удобрения.
Кроме того, они получили доступ к более дешёвой кредитной базе, обеспеченной страховым продуктом.
Проведённые в 2012 году исследования показали, что участвующие в программе фермеры увеличили инвестиции в свою деятельность на 20 %.